# Evildead
Evildead är ett amerikanskt thrash metal-band. De bildades 1987 i Los Angeles när Juan Garcia och Mel Sanchez lämnade Agent Steel. Evildead spelar typisk thrash metal från den senare delen av 1980-talet, i stil med Sacred Reich och Vio-Lence.
Deras namn kommer från en skräckfilm med namnet The Evil Dead.

## Bandmedlemmar
Nuvarande medlemmar
- Rob Alaniz – trummor (1986–1990, 2008–2012, 2016–)
- Juan Garcia – gitarr (1986–1995, 2008–2012, 2016–)
- Phil Flores – sång (1986–1993, 2016–)
- Albert Gonzales – gitarr (1987–1989, 2010–2012, 2016–)
- Karlos Medina – basgitarr (1990–1993, 2016–)

Tidigare medlemmar
- Mel Sanchez – basgitarr (1986–1990, 1993–1995, 2008–2012)
- Mark Caro – gitarr (1986–1987, 2008–2009)
- Joseph D'Anda – gitarr (1987)
- Dan Roe – gitarr (1989–1990)
- Doug "The Claw" Clawson – trummor (1990–1991)
- Dan Flores – gitarr (1990–1995)
- Joe Montelongo	– trummor (1991–1993)
- Jon Dette – trummor (1993–1994)
- Steve Nelson – sång (1993–1995, 2010–2012)
- Eddie Livingston – trummor (1994–1995)
- Chris Maleki – sång (2008–2009)

## Diskografi

### Studioalbum
- Annihilation of Civilization (1989)
- The Underworld (1991)

### Livealbum
- Live... From the Depths of the Underworld (1992)

### EP
- Rise Above (1989)